# نومیریتسه
نومیریتسه (به چکی: Neuměřice) یک منطقهٔ مسکونی در جمهوری چک است که در شهرستان کلادنو واقع شده‌است.